# 4993 Коссард
4993 Коссард (4993 Cossard) — астероїд головного поясу, відкритий 11 квітня 1983 року.
Тіссеранів параметр щодо Юпітера — 3,534.